# Pawiloma amoena
Pawiloma amoena är en insektsart som beskrevs av Walker 1851. Pawiloma amoena ingår i släktet Pawiloma och familjen dvärgstritar. Inga underarter finns listade i Catalogue of Life.